# 利興發展
利興發展有限公司，簡稱利興發展（英語：Lee Hing Development Limited，港交所除牌前：68），在1972年建立，曾在香港交易所主板上市，現時業務為投資物業、股票、基金、多元化等行業。前身為「雅各企業有限公司」。
創辦人有「香港金王」之稱的胡漢輝、恒生銀行創辦人之一的何添等人，公司在1972年上市。到1980年，長江實業以換股方式取得利興大約40%股權，利興成為長實旗下公司。1985年，長實將利興的股權售與來自星馬的財團，即公司現時的老闆。
其中持有股票包括中國石油天然氣、Gold IS Berhad、IGB Corporation Berhad，以及The Prime London Capital Fund，而曾持有永泰控股、Ascott Residence Trust（雅詩閣公寓信託），以及豐樹物流信託己出售。總部位於香港中環皇后大道中九號5樓506-7室。主席為陳文生。
2021年，利興發展被聯交所認為未能根據第13.24條維持足夠的營運水平及足夠價值的資產支撐其營運以保證公司繼續上市而停牌。
2022年，利興發展正式除牌，結束公司長達50年的上市生涯。

## 連結
- LHD.com.hk